# Светислав Димитријевић
Светислав Димитријевић је српски параолимпијски спортиста који се такмичио у прилагођеном стоном тенису. Освојио је четири медаље на Параолимпијским летњим играма између 1980. и 1988. године.

## Биографија
Почетком седамдесетих година када је инвалидски спорт био на маргинама, Светислав Димитријевић је наступао у неинвалидским такмичењима. Био је троструки првак Косова, јуниорски вицешампион Југославије, играо Другу савезну лигу Југославије. Седамдесетих година је почео да се такмичи на међународним такмичењима за особе са инвалидитетом и на њима освајао прва места. Следило је учешће на Параолимпијским играма и освајање медаља на њима.
Такмичарску каријеру је завршио 1992. године на Параолимпијским играма у Барселони, у Шпанији.
Светислав Димитријевић је после успешне такмичарске каријере постао тренер Стонотениске репрезентација Србије особа са инвалидитетом. 
Тренутно је на функцији председника Стонотениског Савеза Србије за особе са инвалидитетoм На тој функцији је од 2011. године.
Члан је Извршног одбора Стонотенисерског савеза Србије.

## Освојене медаље на Параолимпијским играма
- Параолимпијске игре Арнхем, Холандија, 1980. године

Појединачно - Класа Е М – освојена златна медаља
Екипно -  Класа Е М – освојена златна медаља
- Параолимпијске игре Њујорк, САД и Сток-Мандевил, Велика Британија, 1984. године

Екипно  - Класа L5 – освојена сребрна медаља
- Параолимпијске игре Сеул, Јужна Кореја, 1988 . године

Појединачно - Класа TT7 М – освојена сребрна медаља